# Lee Teng-hui

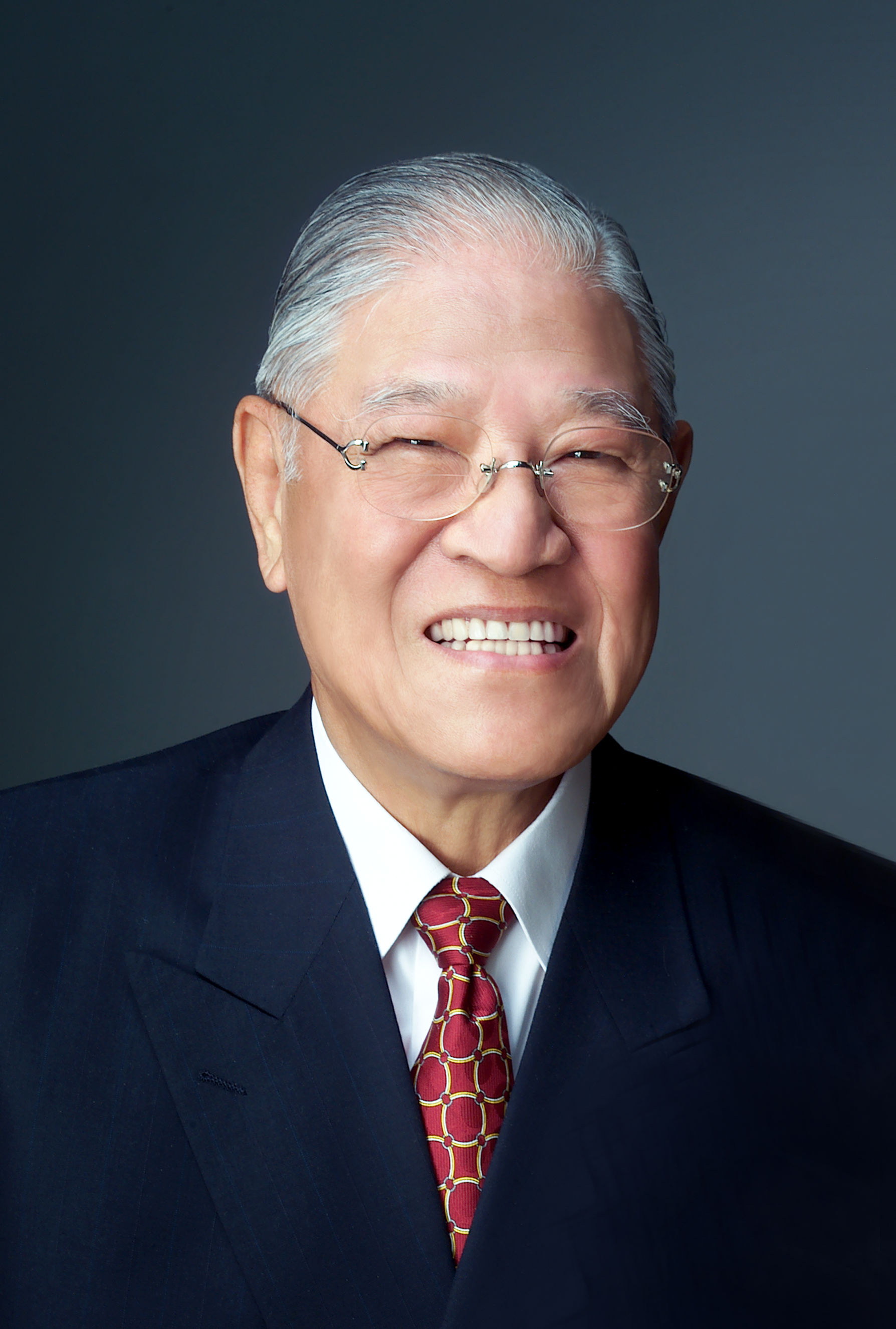
Offizielles Porträt

Lee Teng-hui (chinesisch 李登輝, Pinyin Lǐ Dēnghuī; * 15. Januar 1923 in Sanzhi, Präfektur Taihoku, Taiwan, Japanisches Kaiserreich (heute: Neu-Taipeh, Taiwan); † 30. Juli 2020 in Taipeh, Taiwan) war ein taiwanischer Politiker. Er war von 1988 bis 2000 Präsident der Republik China auf Taiwan und Vorsitzender der Kuomintang. Lee war der erste auf Taiwan geborene Politiker, der diese Ämter innehatte.

## Biografie
Lee wurde zur Zeit der japanischen Herrschaft über Taiwan im heutigen Bezirk Sanzhi von Taipeh (damals ein Dorf außerhalb der Stadt Taihoku) in eine Hoklo-Familie geboren. Der junge Lee erbrachte sehr gute Schulleistungen und erhielt seine höhere Schulbildung auf Japanisch und teilweise auch direkt in Japan. Die japanische Verwaltung förderte die Japanisierung der chinesischen Namen in Taiwan und am 11. Februar 1940 erhielt Lee den japanisierten Namen Iwasato Masao (岩里政男).
1946 war Lee Mitglied der Kommunistische Partei Chinas. Nach späteren Angaben geschah dies nicht aus Überzeugung für den Kommunismus, sondern aus einer Abneigung gegenüber der Kuomintang, die spätestens seit dem Zwischenfall vom 28. Februar 1947 größer geworden sei. Nach Studien in den USA, Japan und Taiwan promovierte Lee 1968 in den USA auf dem Fachgebiet der Agrarwissenschaften. Danach kehrte er nach Taiwan zurück und trat 1971 der Kuomintang bei, denn nach eigenen Aussagen sei der „sicherste Platz am gefährlichsten Ort“. Zwischen 1972 und 1978 gehörte er der Regierung als Minister ohne Geschäftsbereich an, von 1978 bis 1981 war er Bürgermeister der Hauptstadt Taipeh. Anschließend wurde Lee Provinzgouverneur von Taiwan, ehe er 1984 von der Nationalversammlung zum Vizepräsidenten der Republik China gewählt wurde.

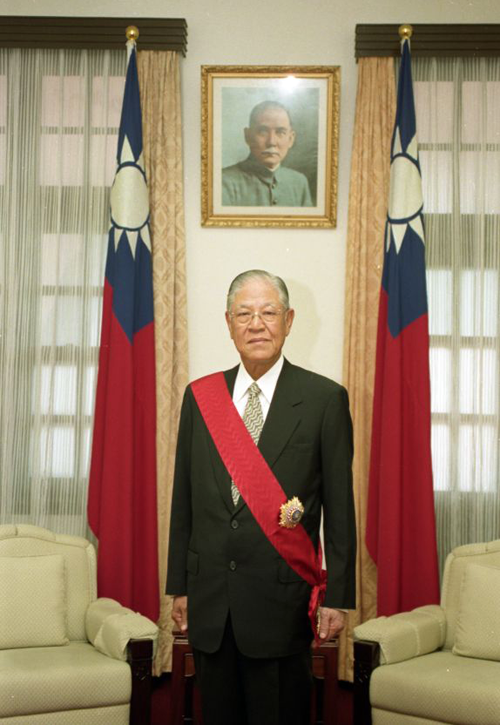
Offizielles Porträt als Präsident (1988)

Nach dem Tod von Präsident Chiang Ching-kuo wurde er 1988 dessen Nachfolger. Als er 1995 seine alte Universität in den USA besuchte, kam es zu einer Krise im Konflikt mit der Volksrepublik China. Als Präsident führte Lee die von seinem Vorgänger begonnene Demokratisierung fort. Nach einer Wahlrechtsreform wurde er bei der Präsidentenwahl am 23. März 1996 mit 54 Prozent der Stimmen der erste direkt und demokratisch gewählte Präsident der Republik China auf Taiwan.
Im Jahr 1999 sorgte ein Interview Lees mit der Deutschen Welle für Aufsehen, indem Lee als erster Präsident das Verhältnis zur Volksrepublik China als das Verhältnis zwischen zwei Staaten bezeichnete und damit die Zwei-Staaten-Theorie im Bereich der chinesisch-taiwanischen Beziehungen prägte.
Bei der Präsidentschaftswahl 2000 trat er nicht mehr an. Unruhen innerhalb der Kuomintang, für deren Auftreten Lee verantwortlich gemacht wurde, führten zu seinem Rücktritt als Parteivorsitzender im März 2000 und schließlich im Dezember 2000 zum Ausschluss Lees aus der Partei. Seit 2001 gehört er der von ihm und seinen Anhängern gegründeten Taiwanischen Solidaritätsunion an, die sich entgegen der Linie der Kuomintang offensiv für eine formale Unabhängigkeitserklärung Taiwans einsetzt. Vor der Präsidentenwahl 2008 auf Taiwan erklärte er seine Unterstützung für den Kandidaten der Demokratischen Fortschrittspartei Hsieh Chang-ting. Auch vor der Präsidentenwahl 2012 erklärte er offen seine Unterstützung für die Kandidatin der pan-grünen Koalition Tsai Ing-wen.
2011 erhob die Staatsanwaltschaft Anklage gegen ihn wegen Veruntreuung öffentlicher Gelder während seiner Regierungszeit. Nach jahrelangen Untersuchungen sprach ihn der Oberste Gerichtshof Taiwans im August 2014 von den Vorwürfen frei.
Möglicherweise aufgrund seiner Schulbildung in Japan nahm Lee ungewöhnlich freundliche Positionen gegenüber der ehemaligen Kolonialmacht Japan ein, die in der taiwanischen Öffentlichkeit nicht immer, und noch viel weniger bei offiziellen Stellen der Volksrepublik China auf Gegenliebe stießen. Er erklärte öffentlich, dass die von Taiwan und der Volksrepublik China beanspruchten Senkaku-Inseln zu Japan gehörten. Bei einem Besuch in Japan 2007 besuchte er den umstrittenen Yasukuni-Schrein, der außerhalb Japans vielfach als symbolische Stätte eines japanischen Militarismus und Nationalismus gesehen wird, und begründete dies damit, dass er seinem älteren Bruder, der in der Schlacht um Manila 1945 auf japanischer Seite gefallen war, seinen Respekt erweisen müsse.  Bei einer weiteren Japan-Reise pries er die Errungenschaften der japanischen Kolonialherrschaft über Taiwan. Er tat wiederholt Berichte über japanische Kriegsverbrechen in China –  beispielsweise das Massaker von Nanking – als „kommunistische Propaganda“ ab.

## Persönliches
Im Jahr 1961, im Alter von 38 Jahren, ließ sich Lee taufen und wurde Mitglied der protestantischen Kirche Taiwans.